# خوش‌نوای پشت‌سبز
خوش‌نوای پشت‌سبز (نام علمی: Gerygone chloronotus) نام یک گونه از سرده خوش‌نوا است.